# Ноам (партія)
Ноам (івр. נעם, букв. «Приємність»; офіційно відома як «Лазуз») — ультраправа релігійна сіоністська політична партія в Ізраїлі. Офіційно створена в липні 2019 року дуже консервативною фракцією в релігійній сіоністській спільноті, надихнутой рабином Цві Тау та його єшивою «Хар Хамор». Головною метою партії є просування політики проти прав ЛГБТ і проти того, що її прихильники називають «руйнуванням сім’ї». У кнесеті 25-го скликання партія здобула одне місце, яке посів лідер партії Аві Маоз.